# François-Charles Oberthür
François-Charles Oberthür (* 1. Dezember 1818 in Straßburg; † 8. Februar 1893 in Paris) war ein französischer Verleger und Drucker.

François-Charles Oberthür

## Leben
Sein Vater François-Jacques Oberthür hatte eine Druckerei in Straßburg (mit Aloys Senefelder) und Oberthür ging bei seinem Vater, 1837 in Paris und danach in Rennes (bei Landais), in die Lehre. 1842 erhielt er sein Diplom als Lithograph und Drucker. Er blieb zunächst mit Landais verbunden. 1852 gründete er den Verlag Oberthur, den er 1855 ganz übernahm. Die Druckerei florierte dank Aufträgen wie der von Lotterielosen, als exklusiver Drucker einer großen Eisenbahngesellschaft (Compagnie des chemins de fer de l’Ouest), zum Beispiel von deren Fahrkarten, sowie von Post-Kalendern und Telefonbüchern.
Er war ab 1875 Ritter der Ehrenlegion, und er war im Stadtrat von Rennes. Der von ihm und seiner Frau Marie Hamelin (Heirat 1842) eingerichtete, später öffentliche Parc Oberthür in Rennes trägt seinen Namen.
Oberthür sammelte Insekten, genauso wie seine beiden Söhne Charles Oberthür und René Oberthür.